# 圣马塞尔-德卡雷雷
圣马塞尔-德卡雷雷（法語：Saint-Marcel-de-Careiret）是法国加尔省的一个市镇，位于该省东北部，属于尼姆区。该市镇总面积10.17平方公里，2009年时的人口为721人。

## 人口
圣马塞尔-德卡雷雷人口变化图示